# Athyrium masachikanum
Athyrium masachikanum är en majbräkenväxtart som först beskrevs av Satoru Kurata och som fick sitt nu gällande namn av Shunsuke Serizawa.
Athyrium masachikanum ingår i släktet Athyrium och familjen Athyriaceae. Inga underarter finns listade i Catalogue of Life.